# 蛇足 (YouTuber)
蛇足（だそく、1977年3月2日 - ）は、日本の男性歌手、ストリーマー、歌い手。2008年からニコニコ動画で歌い手として活動し、2011年からはボーカルグループROOT FIVE（2014年に√5から改名）のメンバーであったが、2015年に脱退。現在はソロとして活動している。本名は川村 大介（かわむら だいすけ）。

## 来歴
- 2008年からニコニコ動画の「歌ってみた」に動画を投稿し始める。活動以前には自身で会社を設立し、歌ってみた活動と平行して社長として仕事をしていた[2]。
- 2010年、男性歌い手ユニット「PointFive（.5）」の一員として参加。2011年12月14日に、√5として「MERRY GO ROUND」でavex traxからメジャーデビュー。
- 2012年10月に1stアルバム『蛇足』をリリース。
- テレビアニメ「キングダム」第3弾エンディングテーマのシングル「Never Ending」を2013年1月30日にエイベックス・マーケティングからリリース[3]。
- 2013年、ボカロPとしても活躍していた音楽プロデューサーsamfreeと、ユニット"FREE蛇'M"を結成。テレビアニメ「ムシブギョー」第2期オープニングテーマ「伝心∞アンチェインド」を2013年9月4日にavex entertainmentからリリースした[4]。
- 2015年3月25日に、ニコニコ生放送のレギュラー番組「ROOT FIVEのタイトル未定！！」内にて2015年10月末日での脱退を発表し、現在はソロで活動している。
- 2012年2月にニコニコ動画時代の動画をYouTubeチャンネル(現在の蛇足ん家)へと大量移植し、その後も歌い手としての活動をYouTubeへ投稿する。2014年頃からワンナイト人狼などの実写動画を増やし、2020年11月30日現在では月に10本前後の実写動画を投稿している。
- 2017年から稼働しているYouTubeチャンネル「蛇足の兄貴」は主に歌の生配信用として使われているが、過去にはBeat SaberやPUBGなどのゲームの実況生配信にも使われていた。
- 2018年9月、自身のYouTubeチャンネルにてUUUMに入ったことを報告、交遊のあるYouTuberなどからお祝いのコメントが届いた[5]。
- 2023年4月、自身のTwitchチャンネルの配信にて婚約を報告[6]、同年6月1日に入籍した。

## 人物
- 身長は168cm、血液型はO型。
- 日本とアメリカのハーフであるが、英語は話せない。
- 「蛇足」という名前の由来は、女性歌い手の「雌豚閣下」から。ディスられても誉められても嬉しい最強の名前だと感銘を受け、マイナスな意味をもつ名前を考えて「蛇足」を選んだ。自身の名前である「大介」と子音アルファベットのDSKが同じであることや、自身が巳年生まれであることなどの共通点はつけてから気がついたとのこと。
- 男性らしい渋い低音から高音域まで色気溢れる声を持ち、特に魅力的な低音ボイスに定評がある。
- 1番好きな漫画として、自身がアニメ版のエンディングテーマを歌った『キングダム』を挙げている。アニメは『銀河英雄伝説』も好きとのこと。
- 好きなマーベル・コミックのキャラクターはアイアンマン。元々はロバート・ダウニー・Jrのファンであり、彼がアイアンマンを担当した影響でアイアンマンが1番好きになったとのこと。また、マーベルキャラクター全体のファンでもあり、歌配信などで使われる防音室にはマーベルキャラクターのポートレートが飾られている。
- 愛猫家で、ノルウェージャンフォレストキャット「モカ」と住んでいた。2012年からはシンガプーラの「ファル」が加わったが、「ファル」は癌により2021年他界した。
- レーシックを2度やっているが、視力はよくない。時折、眼鏡を着用した動画があがる。
- 交遊関係は広く、同じくニコニコ動画から活動を続ける恭一郎や、2人で蛇下呂として活動していたGeroとは現在でも親交がある。Geroが活動するYouTubeチャンネル肉チョモランマにはしばしば準レギュラーとして登場する。またゲーム実況者である加藤純一とも親しく、一緒にゲームをする動画投稿のほか、加藤のために米津玄師のLemonを歌ったこともある[7]。
- 自身の配信で、「ネットカフェでバイトしていた際、面倒なことが嫌いで漫画の位置をパソコンで検索できるようなシステムを作った」と発言しており、そのシステムは蛇足が作ったものが最初とされている[要出典]。

## ディスコグラフィ（DVD・Blu-ray）

### 蛇下呂 関連DVD
|      | 発売日         | タイトル                                                          | 備考                |
| ---- | -------------- | ----------------------------------------------------------------- | ------------------- |
| 1st  | 2010年8月14日  | 蛇下呂どうでしょう Vol.1                                          |                     |
| 2nd  | 2010年12月31日 | 蛇下呂どうでしょう Vol.2 「〜三番勝負編〜」                       |                     |
| 3rd  | 2011年8月13日  | 蛇下呂なにがし。 Vol.1                                            |                     |
| 4th  | 2011年12月31日 | 蛇下呂なにがし。 Vol.2                                            |                     |
| 5th  | 2012年4月28日  | 蛇下呂道＆蛇下呂IN台湾                                            | CD＆DVD             |
| 6th  | 2012年8月11日  | 蛇下呂なにがし。 Vol.3 「陣取り合戦～東日本編～」                 |                     |
| 7th  | 2012年12月31日 | 蛇下呂なにがし。 Vol.4 「Gero地獄の罰ゲーム編」                   |                     |
| 8th  | 2013年8月12日  | 蛇下呂なにがし。 Vol.5 「下呂が蛇足をプロデュース編・台湾旅行編」 |                     |
| 9th  | 2014年2月5日   | 蛇下呂なにがし。 Vol.6                                            |                     |
| 10th | 2014年8月17日  | 蛇下呂"生"なにがし。「〜春のパンまつり〜」                        | ライブ・イベントDVD |
| 11th | 2015年3月31日  | 蛇下呂なにがし。 Vol.7 「九州対決編」                             |                     |
| 12th | 2015年8月23日  | 蛇下呂なにがし。 vol.8 「〜中国大返し編〜｣                        |                     |
| 13th | 2017年2月10日  | 蛇下呂なにがし。Vol.9「〜蛇足大精算編〜」                         |                     |

## ライブ

### 蛇下呂
| 公演年 | 形態         | タイトル                                               | 公演数  |
| ------ | ------------ | ------------------------------------------------------ | ------- |
| 2014年 | 単発ライブ   | 蛇下呂”生”なにがし。〜春のパンまつり〜                 |         |
| 2015年 | ライブツアー | 蛇下呂”生”なにがし。 MUSIC TOUR 2015 〜東名神3本勝負〜 | 全3公演 |
| 2016年 | ライブツアー | 蛇下呂 Live Tour 2016 ～歌と対決とたけし～             | 全6公演 |
| 2017年 | ライブツアー | 蛇下呂 Live Tour 2017 ～帰ってきた、カワムラマン～     | 全3公演 |